# Двухъярусная пересадочная односводчатая станция
Двухъя́русная переса́дочная ста́нция глубо́кого заложе́ния — разновидность станции метрополитена, находящейся на большой глубине. Осуществляет приём поездов двух линий на четыре пути с пересадкой между линиями в едином конструктивном объёме.
В поперечном сечении её конструкция состоит из сборного железобетонного многошарнирного свода, опирающегося на массивные опоры внутри круглых тоннелей большого диаметра. В нижней части сечения сооружается обратный свод, служащий одновременно распоркой для боковых опор. Станционные залы разделены междуэтажным перекрытием, опирающимся на систему прогонов и колонн.
Конструктивная часть базируется на опыте сооружения односводчатых станций со сборными железобетонными сводами, обжатыми в породу.
Идея объединенного двухъярусного пересадочного узла родилась не случайно. Во-первых, такое решение существенно увеличивает пропускную способность узла и сокращает время на пересадку, в том числе и для пассажиров, следующих в обратном направлении. Во-вторых, подобная конструкция исключает потребность в соединительных коридорах, обычно устраиваемых между раздельными станциями пересадочного узла. Конструкция узла сочетает все преимущества односводчатых станций глубокого заложения, позволяющих значительно уменьшить её воздействие на природный массив. Благодаря компактности конструкции узел занимает минимум подземного пространства, затраты на его содержание также минимальны. Все это говорит о высокой эффективности решения.
На данный момент в мире построено четыре станции такого типа — «Ланфан-плаза», «Метро-Сентер» и «Геллери-Плейс» в Вашингтоне (открыты в конце 1970-х годов), а также «Спортивная» в Санкт-Петербурге (открыта 15 сентября 1997), однако полноценно в качестве пересадки используются только станции в Вашингтоне, поезда прибывают к четырём путям. «Спортивная» же построена с учетом будущего развития Петербургского метрополитена и пересадки на Кольцевую линию, в связи с чем функционально задействована лишь одна сторона станции.
Тем же свойством обладает станция «Геологическая» Екатеринбургского метрополитена. На данный момент построен только один зал, однако на платформе оставлен задел под перспективную 3 линию.